# آمپول

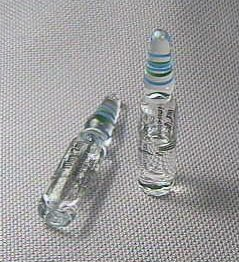
آمپول‌هایی حاوی محصولات داروئی

آمپول (به فرانسوی: Ampoule) کپسول شیشه‌ای یا پلاستیکی بی‌منفذ، حاوی یک یا چند دارو یا واکسن به صورت محلول سترون وجود دارد.
آمپول معمولاً به دو شیوه داخل وریدی و عضلانی به بیمار تزریق می‌شود. البته شیوه‌های غیر مرسومی مانند تزریق داخل جلدی، زیرجلدی و داخل مفصلی نیز وجود دارند.